# Авторитарний консерватизм
Авторитарний консерватизм — політична ідеологія, яка прагне підтримувати порядок, традиції та ієрархію, часто з насильницьким придушенням радикальних і революційних ворогів, таких як комуністи, нацисти та анархісти. До авторитарних консервативних рухів і режимів належать чангізм у Китаї, метаксизм у Греції, франкізм в Іспанії. Хоча концепція влади була визначена як основний принцип консерватизму в цілому, авторитарний консерватизм є лише однією з багатьох різних форм консерватизму. Він протиставляється лібертаріанському консерватизму, який є найпоширенішою формою консерватизму в Сполучених Штатах
.

## Ідеологія

### Історичне коріння
Два філософи прабатьки консерватизму, Едмунд Берк і Жозеф де Местр, надихнули дві окремі форми консерватизму. У той час як перша форма була вкорінена в більш ліберальній традиції вігів, друга була ультрамонархічною, ультрароялістською і, зрештою, авторитарною.
Георг Вільгельм Фрідріх Гегель також був визначений як один з найважливіших консервативних філософів. Особливо його праця «Елементи філософії права» (1821) справила потужний вплив на консервативну ідеологію. Гегель надихав таких правих авторитарних діячів, як Рудольф Челлен у Швеції та Джованні Джентіле в Італії. Класичні ліберали критично ставилися до Гегеля: Карл Поппер ототожнював його з головним ідеологом авторитарної Прусської держави і вважав одним з головних ідеологічних ворогів відкритого суспільства, а Ісая Берлін звинувачував його в тому, що він є одним з архітекторів сучасного авторитаризму.

### Сучасні представники
Німецький політичний теоретик Карл Шмітт виступав за авторитарний консерватизм. Стенфордська філософська енциклопедія називає Шмітта «гострим спостерігачем і аналітиком слабких сторін ліберального конституціоналізму», він був критиком парламентської демократії, лібералізму і космополітизму. Він розробив політичну теологію навколо таких понять, як суверенітет, стверджуючи, що «суверенним є той, хто приймає рішення про виняток», і виступаючи за диктаторську президентську владу, яка може вийти за межі верховенства права в умовах надзвичайного стану.
Італійський езотеричний традиціоналіст Юліус Евола - ще один впливовий авторитарно-консервативний філософ.

### Відношення до фашизму

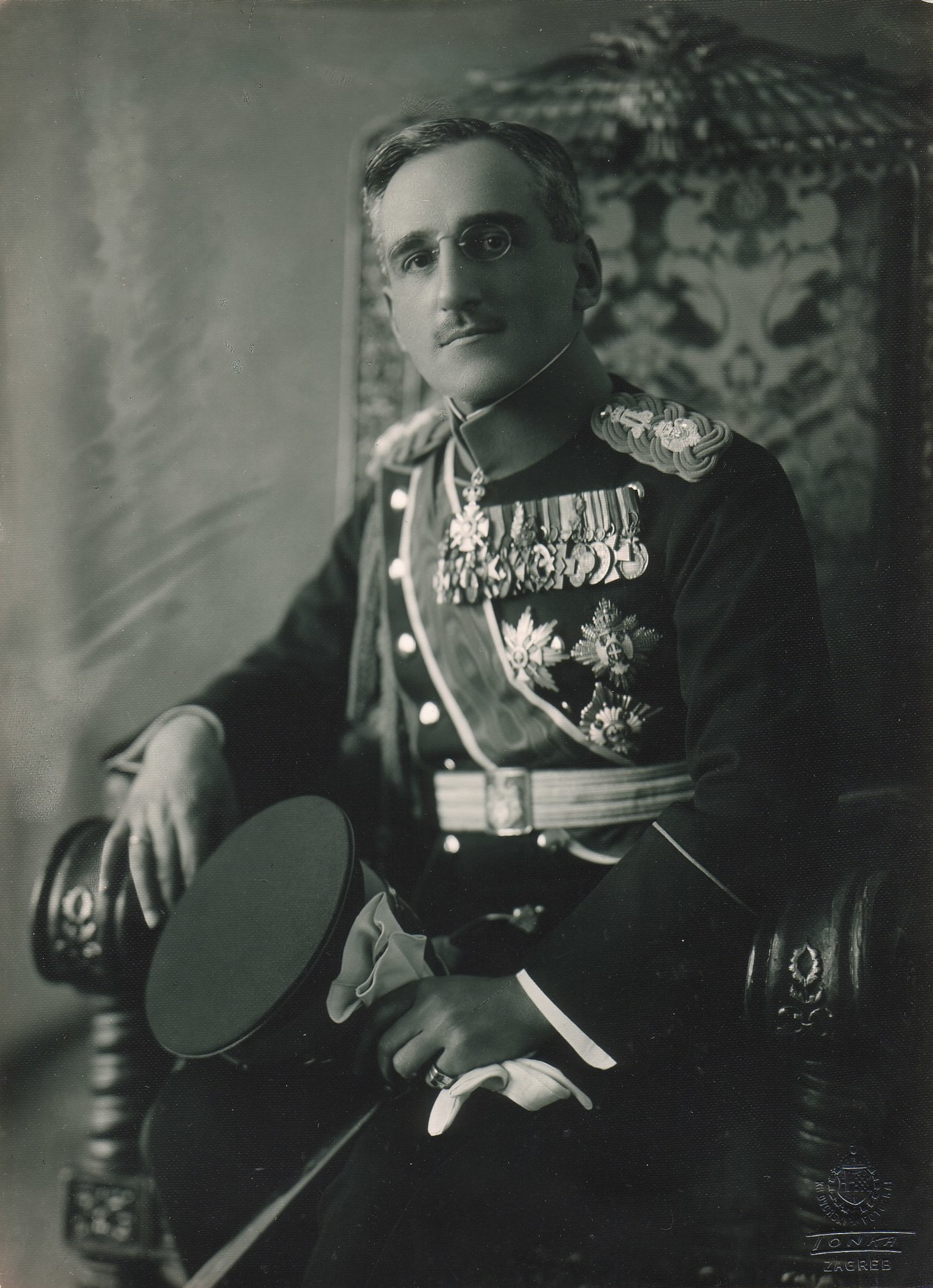
Король Югославії Олександр I (1888-1934) був убитий хорватськими фашистами

Авторитарні консервативні рухи були помітними в ту ж епоху, що й фашизм, з яким вони іноді вступали в конфлікт.. Хоча обидві ідеології поділяли основні цінності, такі як націоналізм, і мали спільних ворогів, таких як комунізм і матеріалізм, тим не менш, існував контраст між традиціоналістичною природою авторитарного консерватизму і революційною, палінгенетичною і популістською природою фашизму - таким чином, для авторитарних консервативних режимів було звичайною справою придушення зростаючих фашистських і нацистських рухів. Ворожість між двома ідеологіями підкреслюється боротьбою за владу в Австрії, яка ознаменувалася вбивством австрійськими нацистами ультракатолицького державного діяча Енгельберта Дольфуса.
Так само хорватські фашисти вбили короля Югославії Олександра I.
Едмунд Фосетт пояснює різницю між фашизмом і авторитарним консерватизмом наступним чином:
Фашизм, якщо схематизувати, є формою тоталітаризму. Він встановлює контроль над кожним аспектом державного, суспільного, економічного та культурного життя. Діючи через єдину партію з всеохоплюючою ідеологією, як правило, під керівництвом харизматичного лідера, який претендує на те, щоб говорити від імені народу. Його ворогами є плюралізм і різноманітність. Фашизм придушує опозицію насильством і страхом і стабілізує себе, мобілізуючи народну активність. Авторитаризм, навпаки, допускає незалежні економічні та соціальні органи, форми обмеженого представництва і певну свободу віросповідання. Його ворогом є демократична участь. Він також придушує опозицію насильством і страхом, але стабілізує себе, покладаючись на пасивну згоду в компромісі між суспільним спокоєм і втратою політичної ролі. Фашист - це неконсерватор, який доводить антилібералізм до крайнощів. Правий авторитар - це консерватор, який доводить страх перед демократією до крайнощів}}. 
Авторитарні консервативні праві відрізняються від фашизму тим, що такі консерватори, як правило, використовують традиційну релігію як основу для своїх філософських поглядів, тоді як фашисти засновують свої погляди на віталізмі, ірраціоналізмі або світському неоідеалізмі. Фашисти часто зверталися до релігійних образів, але використовували їх як символ нації, замінюючи духовність ультранаціоналізмом і державотворчістю. Навіть у найбільш релігійному з фашистських рухів, румунській « Залізній гвардії», «Христос був позбавлений справжньої потойбічної таємниці і зведений до метафори національного відкуплення».
Деякі дослідники використовують термін « парафашизм», який стосується авторитарних консервативних рухів і режимів, які переймають деякі характеристики, пов'язані з фашизмом, такі як культ особистості, парамілітарні організації, символи і риторику, не дотримуючись при цьому фашистських принципів, таких як палінгенетичний ультранаціоналізм, модернізм і популізм.

## Історія

### Африка

#### Того

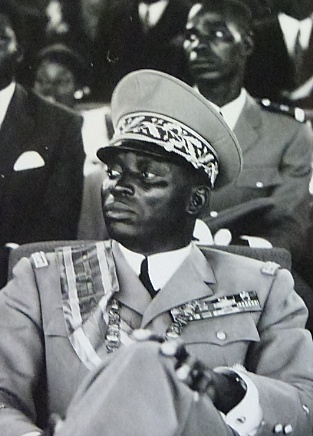
Гнассінгбе Еядема (1935-2005)

Об'єднання тоголезького народу була правлячою політичною партією в Того з 1969 по 2012 рік. Вона була заснована президентом Гнассінгбе Еядемою і очолена його сином, президентом Фором Гнасінгбе, після смерті першого в 2005 році. У квітні 2012 року Фор Гнасінгбе замінив ОТН на нову правлячу партію, націонал-консервативний Союз за республіку, розпустивши ОТН.

### Азія

#### Камбоджа
Соціально-республіканська партія - політична партія в Камбоджі, заснована тодішнім главою держави Лон Нолом 10 червня 1972 року. Його платформа була популістською, націоналістичною та антикомуністичною, Лон Нол був рішуче налаштований протистояти північно-в'єтнамському та китайському впливу в регіоні в контексті Другої індокитайської війни. Основною функцією партії, однак, була підтримка і легітимізація керівництва країною Лон Нола; пізніше він розробив досить застарілу шовіністичну і напівмістичну ідеологію під назвою «нео-кхмеризм» для підтримки свого політичного порядку.

#### Іран
Іранські консерватисти - один з двох основних політичних таборів у постреволюційному Ірані, іншим є реформісти. Термін « жорстко налаштовані », який деякі західні джерела використовують в іранському політичному контексті, зазвичай відноситься до фракції. Їх ідеологія клерикальна, теократична та ісламістська.

#### Південна Корея
Пак Чон Хі - південнокорейський політик і генерал армії, який захопив владу в результаті перевороту 16 травня 1961 року, а потім був обраний третім президентом Південної Кореї в 1963 році. Він запровадив вкрай авторитарну Конституцію Юшін, поклавши початок Четвертій республіці. Правлячи як диктатор, він постійно придушував політичну опозицію та інакомислення і повністю контролював армію. Він правив країною до свого вбивства в 1979 році.

### Європа

#### Бельгія
Рексистська партія була ультраправою католицькою, корпоративістською та роялістською політичною партією, що діяла в Бельгії з 1935 по 1945 рік. На початку свого існування - приблизно до 1937 року - вона намагалася завоювати владу демократичними засобами і не хотіла повністю скасовувати демократичні інститути. Під час німецької окупації Бельгії він перетворився на фашистський рух.

#### Болгарія
«Звено» - болгарська політична організація, заснована в 1930 році болгарськими політиками, інтелектуалами та офіцерами болгарської армії. Вона виступала за раціоналізацію економічних і політичних інститутів Болгарії під диктатурою, яка була б незалежною як від Радянського Союзу, так і від держав Осі. Вони рішуче виступали проти болгарської партійної системи, яку вважали недієздатною, і терору Внутрішньої македонської революційної організації. Цар Борис III, противник Звено, організував переворот через монархічного члена Звено, генерала Пенчо Златева, який став прем'єр-міністром у січні 1935 року. У квітні 1935 року його замінив інший монархіст, Андрей Тошев.

#### Фінляндія

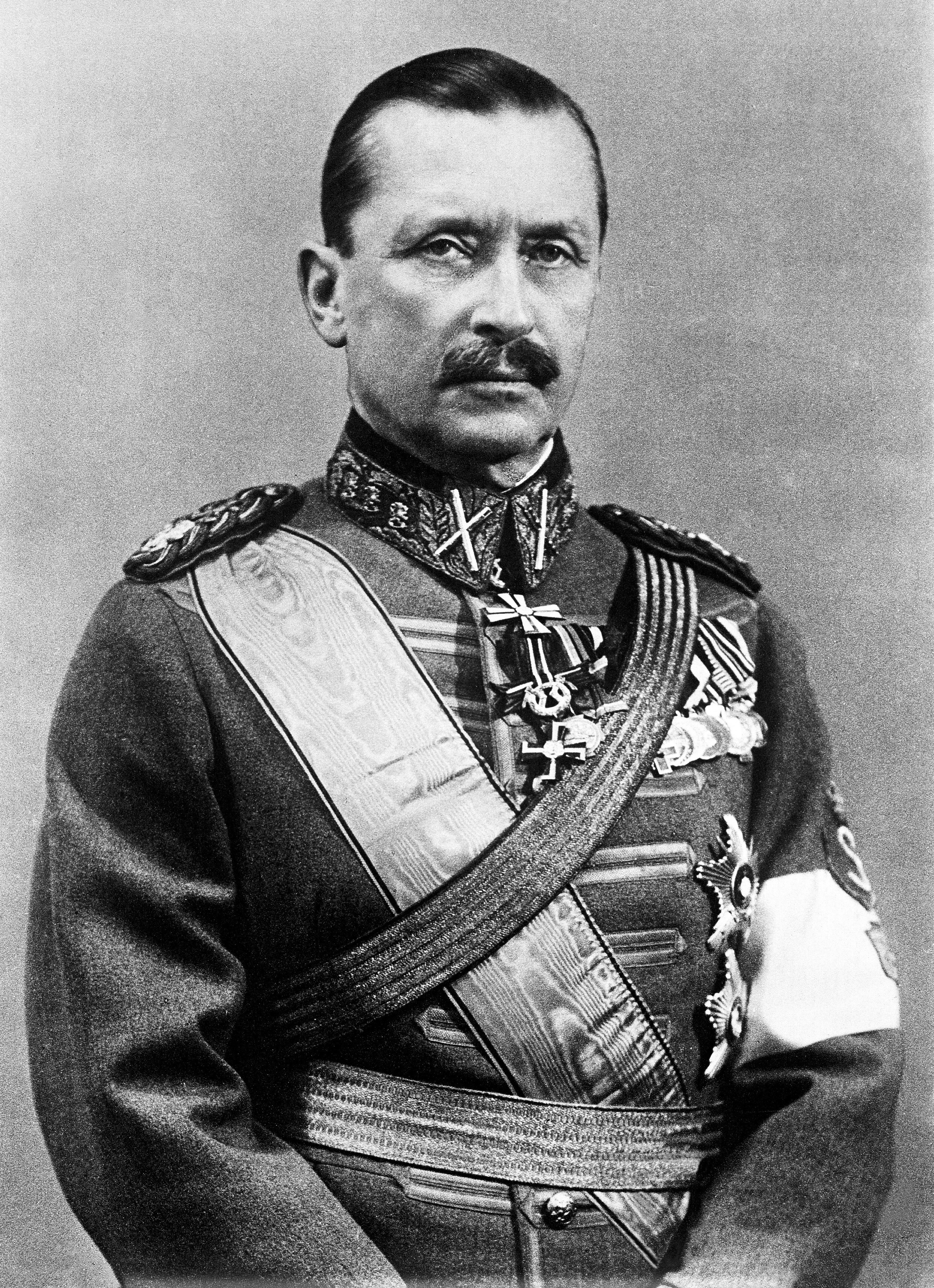
Карл Густав Еміль Маннергейм (1867–1951)

У Громадянській війні у Фінляндії праві Білофіни перемогли лівих Червоних. Зіткнення відбувалися в контексті потрясінь, спричинених Першою світовою війною в Європі. Воєнізоване білогвардійське формування очолював Карл Густав Еміль Маннергейм, йому допомагала німецька імперська армія на прохання фінського цивільного уряду.
Рух Лапуа був радикальним фінським націоналістичним, пронімецьким і антикомуністичним політичним рухом. Очолювана Вигторі Косолою, після свого заснування вона стала на шлях ультраправої політики і була заборонена після невдалої спроби державного перевороту в 1932 році.
Селянський марш - демонстрація в Гельсінкі, в якій взяли участь понад 12 000 прихильників з усієї країни з наміром чинити тиск на фінський уряд з метою придушення комунізму в країні.

#### Німеччина
Консервативна революція була впливовим ідеологічним рухом під час Веймарської республіки. Хоча зазвичай його характеризують такими термінами, як радикальний, революційний, ультра- та романтичний, цей рух також мав елементи авторитаризму. Наприклад, Артур Меллер ван ден Брук опублікував впливову книгу « Das Dritte Reich » (1923), в якій він виступав за «Третій Рейх», що об'єднав би всі німецькі класи під авторитарним правлінням.

#### Греція
Режим 4 серпня був авторитарним, архіконсервативним і роялістським режимом під керівництвом генерала Іоанніса Метаксаса, який правив Королівством Греція з 1936 по 1941 рік. У своїй символіці та риториці режим черпав натхнення у фашистській Італії, але зберіг тісні зв'язки з Великою Британією та Французькою Третьою республікою, а не з державами Осі. Ідеологія Метаксаса відома як метаксизм.

#### Румунія
Фронт національного відродження - румунська політична партія, створена королем Каролем II в 1938 році як єдина монопольна партія влади після його рішення про заборону всіх інших політичних партій і призупинення дії Конституції 1923 року, а також прийняття Конституції Румунії 1938 року. Значною мірою відображаючи власний політичний вибір Кароля, FRN був останньою з кількох спроб протистояти популярності фашистської та антисемітської «Залізної гвардії». Ставши свідком нездатності європейських країн захистити себе від наступу нацистської Німеччини, освяченого Аншлюсом і Мюнхенською угодою, Кароль наказав обезголовити Залізну гвардію, яку він вважав п'ятою колоною нацистської Німеччини: протягом наступних днів були вбиті Корнеліу Зеля Кодряну і більшість високопоставлених гвардійців.

#### Україна
Авторитарна Українська Держава на чолі з козацьким аристократом Павлом Скоропадським представляла консервативний рух. Гетьманський уряд 1918 року, який апелював до традицій козацької гетьманської держави 17-18 століття, представляв консервативну течію в боротьбі України за незалежність. Вона мала підтримку власницьких класів, а також консервативних і поміркованих політичних груп.

### Латинська Америка

#### Чилі

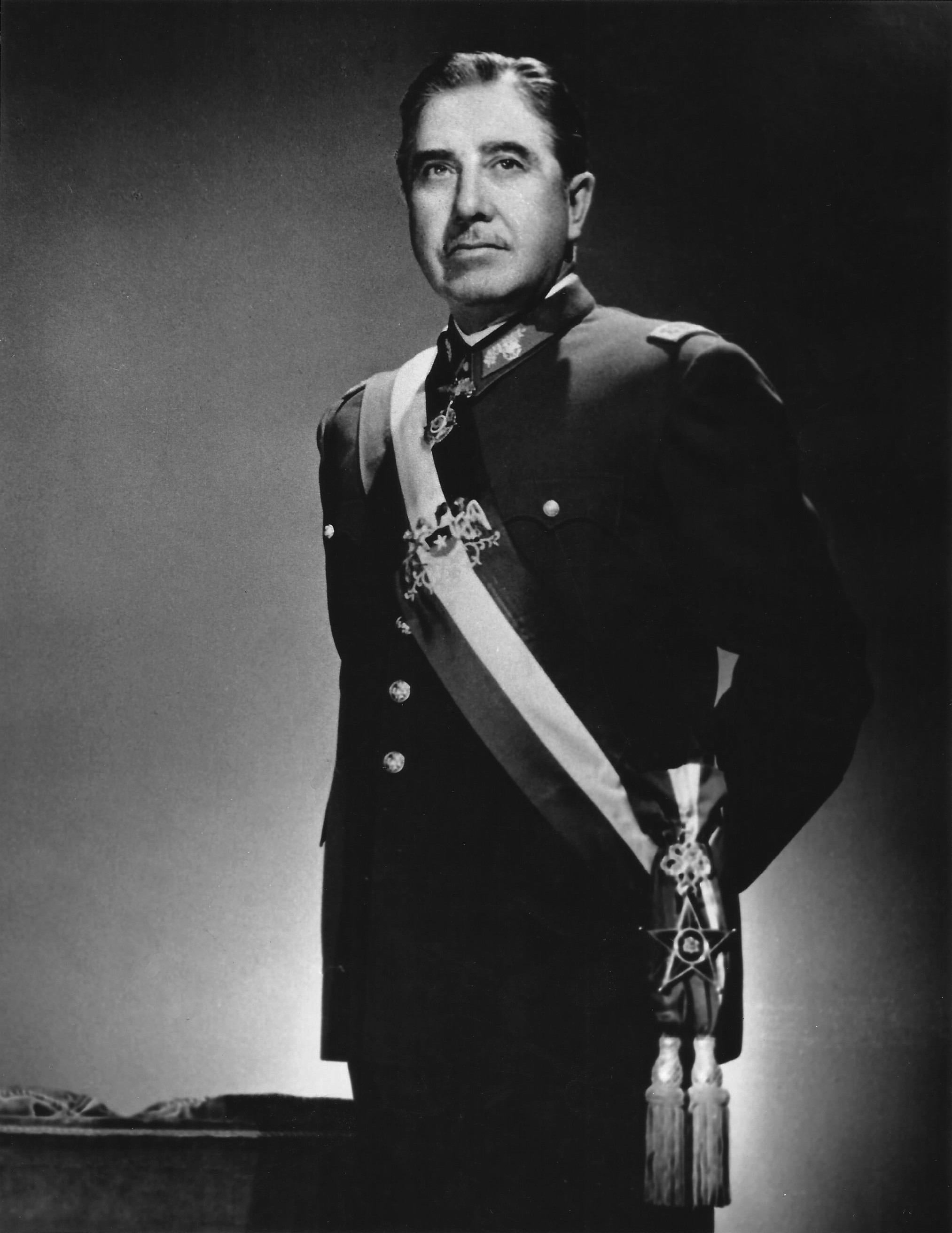
Августо Піночет (1915-2006)

Під час військової диктатури в Чилі країною керувала військова хунта на чолі з генералом Аугусто Піночетом. Як ідеологія, піночетизм був антикомуністичним, мілітаристським, націоналістичним і ліберально-капіталістичним. За часів Піночета економіка Чилі була поставлена під контроль групи чилійських економістів, відомих під загальною назвою « Чиказькі хлопці», чию лібералізаційну політику дехто називає неоліберальною.

### Північна Америка

#### Сполучені Штати
Консерватизм у Сполучених Штатах завжди перебував під сильним впливом лібертаріанських ідеалів. Історик Лео П. Рібуффо зазначає, що «те, що американці зараз називають консерватизмом, більша частина світу називає лібералізмом або неолібералізмом». Тому тема авторитаризму є суперечливою в американському консервативному русі. Джон Дін, критик президентів Джорджа Буша і Дональда Трампа, пише в книзі « Консерватори без совісті » (2006):
Соціальний консерватизм і неоконсерватизм відродили авторитарний консерватизм, і не на користь консерватизму чи американській демократії. Справжній консерватизм - це обережність і розсудливість. Авторитаризм є необдуманим і радикальним. Американська демократія виграла від справжнього консерватизму, але авторитаризм несе потенційно серйозні проблеми для будь-якої демократії.

## Психологія
Правоавторитарна особистість (ПАО) — це тип особистості, який описує людину, яка дуже покірна своїм авторитетам, агресивно діє в ім'я цих авторитетів і є конформістською у мисленні та поведінці. За словами психолога Боба Алтемайєра, люди, які є політично консервативними, часто займають високі посади. Цей висновок повторив Теодор В. Адорно в роботі « Авторитарна особистість » (1950) на основі особистісного тесту F-шкали. Дослідження, проведене серед ізраїльських і палестинських студентів в Ізраїлі, показало, що показники RWA у прихильників правих партій значно вищі, ніж у прихильників лівих партій.